# 阿明·杰马耶勒
阿明·皮埃尔·杰马耶勒（阿拉伯語：أمين بيار الجميٌل，發音：[ʔæmiːn ɪlʒmaj.jɪl]；1942年1月22日—），黎巴嫩政治人物，于1982年至1988年担任黎巴嫩第八任总统。
杰马耶勒出生于比克法亚，父亲是基督教长枪党（又称“长枪党”）创始人皮埃尔·杰马耶勒。他曾是一名律师，后来在其叔叔莫里斯·杰马耶勒去世后，于1970年补选中当选为北麦特恩区议员，并在1972年大选中再次当选。黎巴嫩内战爆发时，长枪党是黎巴嫩阵线的成员，与叙利亚结盟对抗左翼民族运动。之后叙利亚变成他们的敌人，而他们开始得到以色列的支持。这一阶段见证了阿明的兄弟巴希尔的崛起，他与阿明在军事领导权问题上发生争执，例如武力统一基督教民兵。1982年，巴希尔当选总统，但在就职前被暗杀。
在其弟弟被暗杀后，40岁的杰马耶勒得到了美国和以色列的支持，并于1982年9月23日当选新总统。杰马耶勒重组了黎巴嫩军队，得到驻黎巴嫩多国部队的支持，尽管内部反对声音强烈，他还是于1983年与以色列达成了5月17日协议，协议要求以色列军队撤军并结束两国战争状态，但并未得到批准。在他的指挥下，军队联合黎巴嫩民兵力量与德鲁兹派瓦利德·琼卜拉特，与受叙利亚支持的黎巴嫩民族抵抗阵线发生了冲突，这就是著名的黎巴嫩山战争。冲突结束时，政府軍遭遇惨败，失去了对黎巴嫩山大片地区的控制。随后，2月6日爆发了起义，军队被驱逐出贝鲁特西部，并分裂成多个宗派团体。
在强大压力和多国部队撤离的情况下，杰马耶勒于1984年访问大马士革，组建了包括反对派成员在内的民族团结政府，由拉希德·卡拉米领导。他取消了与以色列的5月17日协议，任命米歇尔·奥恩为武装部队司令。1986年，他帮助萨米尔·贾贾组织政变，推翻黎巴嫩民兵力量领导人埃利·霍拜卡，因为他与贝里和琼卜拉特签署了《三方协议》。卡拉米被暗杀后，他任命萨利姆·胡斯为代理总理。就在任期届满之前，杰马耶勒解散了内阁，组建了由米歇尔·奥恩领导的军政府。奥恩随后向叙利亚宣战，但在1990年被击败，标志着内战的结束和《塔伊夫协议》的实施。杰马耶勒移居瑞士，后来又移居法国，开始自我流放。
2000年，杰马耶勒返回黎巴嫩，组织反叙利亚运动，并成为长枪党的领导层。他加入了Qornet Shehwan集会，并在拉菲克·哈里里遇刺后参与了雪杉革命。2006年，他的儿子、议会议员皮埃尔·杰马耶勒遇刺身亡。他参加了补选，但败给了自由爱国党候选人。他的另一个儿子萨米接替他担任长枪党主席。

## 早年生活和教育
杰马耶勒来自一个在黎巴嫩有着悠久传统的马龙派基督教家庭杰马耶勒家族，杰马耶勒家族原籍黎巴嫩山北部地区。他的祖先于16世纪中叶定居在贝鲁特东北25公里处的比克法亚镇。阿明·杰马耶勒1942年1月22日出生于黎巴嫩比克法亚镇，是长枪党创始人皮埃尔·杰马耶勒和妻子吉纳维芙的长子。他有两个姐姐和一个弟弟巴希尔·杰马耶勒。他的祖父在20世纪初因反对奥斯曼帝国而被迫离开黎巴嫩，因此不得不在埃及生活了几年。杰马耶勒的叔祖父安托万 (Antoine)于1919年作为黎巴嫩马龙派基督教社区的政治代表出席了巴黎和会。
杰马耶勒1965年从贝鲁特圣约瑟夫大学获得法学学位。

## 政治生涯
阿米内·杰马耶勒1965年毕业后开始了他的律师生涯。随后，他专注于发展家族的报业。在1970年的补选中，他当选为国民议会议员，接替其已故叔叔莫里斯·杰马耶勒；他以54%对41%的优势击败了福阿德·拉胡德。1972年，他以较大优势再次当选。
尽管他的弟弟巴希尔被视为政治激进分子，主张将巴勒斯坦游击队驱逐出黎巴嫩领土、彻底改革政治体制，并暗示可能与以色列达成和平协议，但阿明·杰马耶勒则被认为更为温和。当巴希尔·杰马耶勒被一名叙利亚社会民族党成员暗杀后，阿明接替了他的政治遗产。
1982年9月21日，他当选为总统。他的任期于1988年9月22日结束（根据黎巴嫩宪法，任期为六年）。随后，他加入哈佛大学国际事务中心担任研究员和讲师（1988-1989年）。他是马里兰大学的杰出客座教授。1990年至2000年7月30日，他作为流亡反对派领导人居住在巴黎，并在世界各国就黎巴嫩和中东问题发表过大量演讲。自2000年7月以来，他一直居住在黎巴嫩，在那里追求他的政治议程。

## 总统任期
当选总统后，他辞去了长枪党职务。当选后，他拒绝会见任何以色列官员。由于外国军队占领了该国三分之二的国土（北部和东部是叙利亚 ，南部是以色列），而不受政府控制的私人军队占领了其余大部分地区，杰马耶勒政府缺乏实际权力。他为与以色列达成和平协议所做的努力受到叙利亚和国内穆斯林政客的阻挠。他的政府基本上无法征收所得税，因为控制港口和主要城市的军阀将税收收入中饱私囊。许多人批评杰马耶勒没有采取足够果断的行动来维护政府的权威，但也有人指出，由于该国大部分地区都在外国占领之下，他无能为力。他设法维持了表面上的宪法秩序。

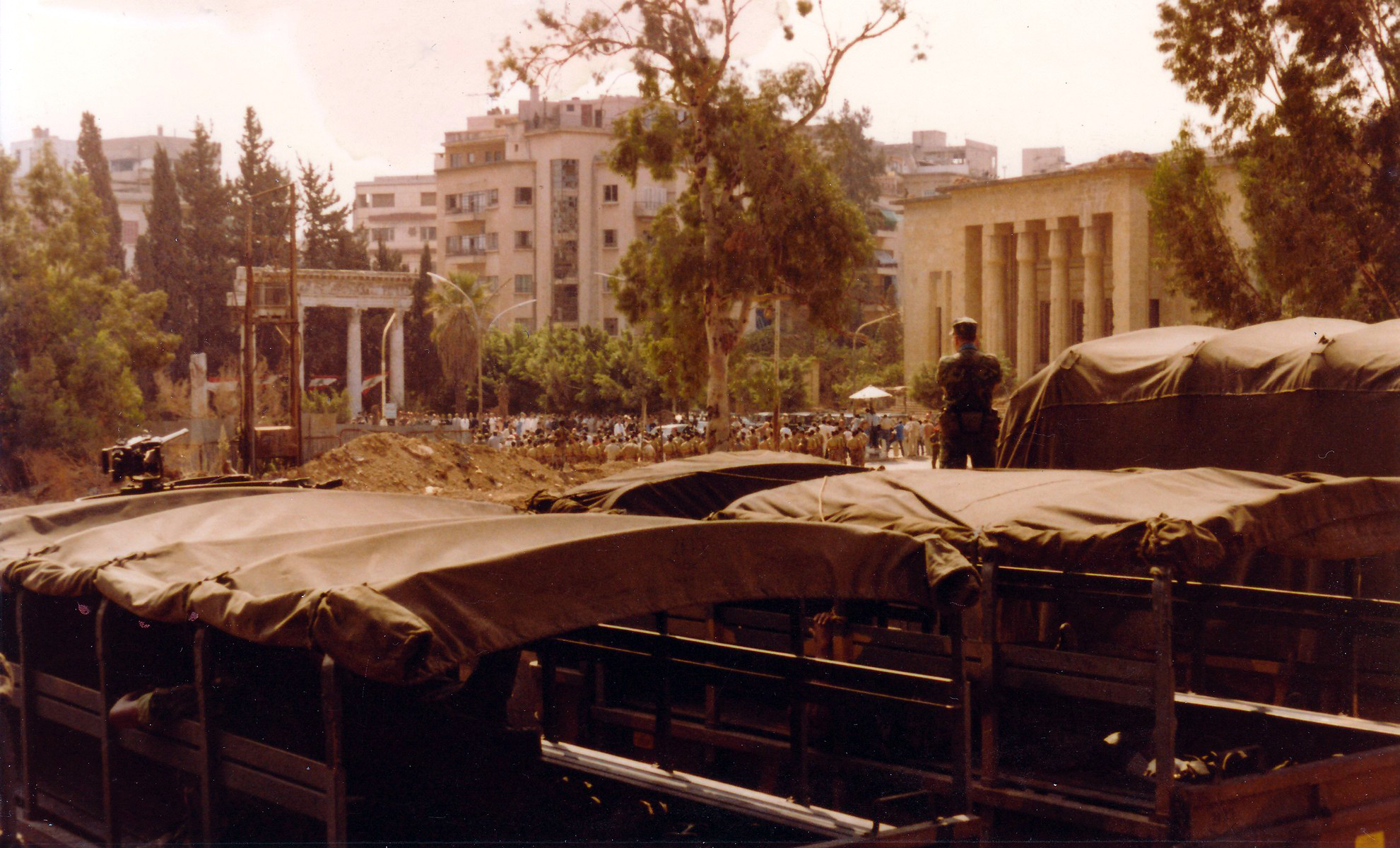
阿明·杰马耶勒的就职典礼，1982年贝鲁特

阿明·杰马耶勒上任时，黎巴嫩正因以色列于1982年6月入侵黎巴嫩并随后占领大片领土而陷入困境。这使得撤出以色列军队成为他政治议程上的首要任务。作为国家元首，他为自己设定了三个主要目标，这些目标至今仍构成他政治活动的基础：（1）重建黎巴嫩的独立和主权；（2）保持黎巴嫩不同社区之间的有效对话；（3）恢复和现代化国家机构。
1984年，阿明·杰马耶勒解散了“阿拉伯威慑部队”，该部队为叙利亚自1976年以来的军事存在提供了法律框架；1985年，他拒绝批准由叙利亚政府斡旋、黎巴嫩各民兵首领之间达成的所谓“大马士革协议”，该协议旨在瓦解黎巴嫩任何独立的决策进程。1987年，他颁布法律废除1969年的《开罗协定》，该协定授权巴解组织无视黎巴嫩主权，将黎巴嫩作为对以色列采取军事行动的基地。

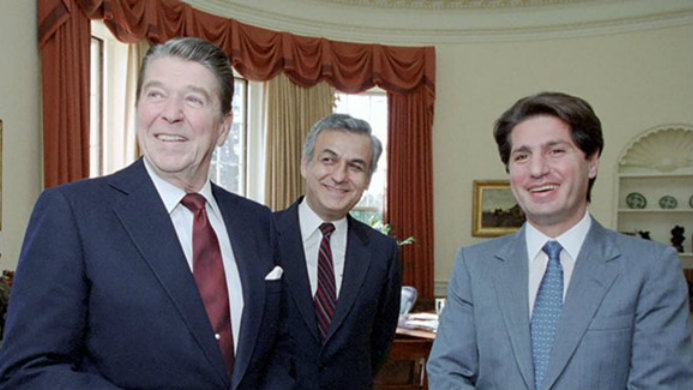
美国总统里根在白宫会见黎巴嫩总统杰马耶勒

### 美洲狮直升机丑闻
阿明·杰马耶勒政府在1983年7月花费1.84亿法郎（当时约相当于8000万美元）购买全新的法国制造的美洲狮直升机，后来人们发现这些飞机是二手的，而且是乌克兰制造的。杰马耶勒否认他与此事有任何关联。根据1994年《官方公报》上公布的议会会议记录，议会认为法国政府应对违约造成的经济损失负责。官员们还认为当时的陆军司令易卜拉欣·坦努斯将军“玩忽职守”，应该对此事负责，因为在他任职期间达成了一项非法军事交易。会议纪要显示，议会也认为杰马耶勒也应承担责任，并将案件提交国家检察官进行进一步调查。

## 卸任后

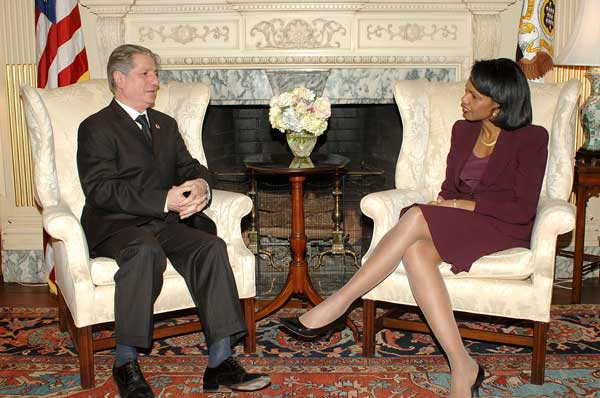
2007年2月，阿明·杰马耶勒与美国国务卿康多莉扎·赖斯会面。

杰马耶勒在接下来的十二年里开始自我流放，先后在瑞士、法国和美国生活。起初，他声称自己受到了叙利亚的威胁，但后来他在回忆录中写道，萨米尔·贾贾曾威胁要对他进行人身伤害。
1989年，他加入哈佛大学国际事务研究中心。他还在马里兰大学帕克分校授课。然而，2000年7月30日，他返回黎巴嫩并开始组织反对总统埃米尔·拉胡德政府的活动，他认为拉胡德是叙利亚的傀儡。由于无法重新控制当时亲叙利亚的官方长枪党，他成立了一个新的政党--基地组织长枪党，该党自称是他父亲创建的旧长枪党的真正继承者。 他还加入了反政府的基督教政治家团体Qornet Chehwan Gathering。
2003年，阿明·杰马耶勒试图充当美国总统乔治·W·布什和伊拉克总统萨达姆·侯赛因之间的中间人。
雪杉革命后，长枪党各派在杰马耶勒的领导下联合起来。杰马耶勒的儿子皮埃尔于2006年11月遇刺后，阿明竞选其已故儿子的席位，但以微弱优势败选。
2008年2月，杰马耶勒被任命为长枪党主席，接替2007年辞职的卡里姆·帕克拉杜尼。

## 个人生活
1967年12月，杰马耶勒与乔伊斯·泰恩结婚。他们育有一女妮可和两子皮埃尔和萨米。皮埃尔·杰马耶勒于2000年当选为议会议员，2005年被任命为内阁成员。2006年11月21日，他在贝鲁特郊区Jdeideh被不明身份的袭击者暗杀。阿明·杰马耶勒愤怒地指责叙利亚谋杀了他的儿子。他能说流利的法语和英语。

## 出版物
- 1986年: Peace and Unity (《和平与团结》）（科林和斯迈思)
- 1988年: L'Offense et le Pardon (Gallimard)，对黎巴嫩事件的反思。
- 1990年: Méditations d'espoir (JC. Lattès)，这是1989年在美国发表的一系列讲座。
- 1992年: Rebuilding Lebanon's Future,（《重建黎巴嫩的未来》），由哈佛大学(C.F.I.A.)出版。